# 黃崇哲
黃崇哲，臺灣宜蘭人，為國立台北大學都市計畫研究博士，現任台灣金融研訓院院長，也是第一位金融研訓院內升的院長。在此之前都是經濟學領域，專長在於財政規劃及都市發展。曾歷任宜蘭縣政府財政處處長、台灣經濟研究院BOT研究中心主任等職務，同時兼備學術、理念與行政管理。

## 學歷[2]
- 國立中興大學經濟學碩士
- 國立台北大學都市與區域規劃博士
- 美國堪薩斯大學訪問學者

## 經歷
- 台灣金融研訓院副院長(2017/04～2018/03)
- 台灣金融研訓院院務委員(2017/01～2017/04)
- 台灣金融研訓院金融研究所顧問(2016/03～2016/12)
- 宜蘭縣政府財政處處長(2011/02~2013/01)
- 國立台北大學經濟學系兼任助理教授(2001/01～迄今)
- 實踐大學助理教授(2004/01～2006/01)
- 台灣經濟研究院BOT研究中心主任(2001/01～2011/01)
- 經濟部產業發展委員會秘書處主任(2001/01～2003/01)
- 新社會基金會執行長(1997/01～1999/01)
- 立法委員彭百顯辦公室法案助理(1993/01～1995/01)